# Бородниця чотирилопастна
Бородниця чотирилопастна (Barbilophozia quadriloba) — вид печіночників порядку юнгерманіальних (Jungermanniales).
Вважається синонімом до Schljakovianthus quadrilobus (Lindb.) Konstant. & Vilnet

## Поширення
Батьківщиною є Європа, Азія, Північна Америка.